# 英额岭
英额岭山脉，位于吉林省延边州安图、龙井与和龙的三县交界处，为布尔哈通河与海兰河支流长仁河的分水岭。

## 位置
西于荒沟岭隘口接牡丹岭，东至龙井县龙门乡附近由天宝山向南接甑峰岭。近北西走向，长约40公里，宽约30公里，支脉走向紊乱。

## 地质
主要受北西向断裂控制，为褶皱断块山。山体主要由华力西期、燕山期花岗岩及下古生界变质岩组成。

## 地貌
为中山、低山，相对高度700米左右。天宝山位于安图、龙井、和龙三县交界处，海拔1074米，为有名的多金属矿产地。